# الغواصة الألمانية يو-550
غواصة يو-550 غواصة يو بوت ألمانية من الفئة التاسعة سي/40 بنيت لسلاح بحرية ألمانيا النازية كريغسمارينه، في أحواض دويتشه ويرفت في بريمن خلال الحرب العالمية الثانية.